# Entrelacs (Québec)
Pour les articles homonymes, voir Entrelacs.
Entrelacs est une municipalité du Québec située dans la MRC de Matawinie dans la région administrative de Lanaudière.

## Toponymie
« Un nombre important de colons irlandais s'installent, vers 1840, dans le canton de Wexford, ce qui a pour conséquence d'amener l'érection de la municipalité du canton de Wexford en 1860, dont le nom rappelle notamment une ville et un comté d'Irlande. La population d'alors se répartit presque à égalité entre protestants et catholiques. En 1967, on décide de modifier cette appellation en Entrelacs, laquelle reflète la proximité de nombreux lacs et rivières et surtout rappelle que la municipalité est située entre deux lacs, le lac Patrick et le lac des Îles. »
Les citoyens locaux et des villages voisins ont longtemps utilisé le nom de Saint-Émile pour désigner ce village.

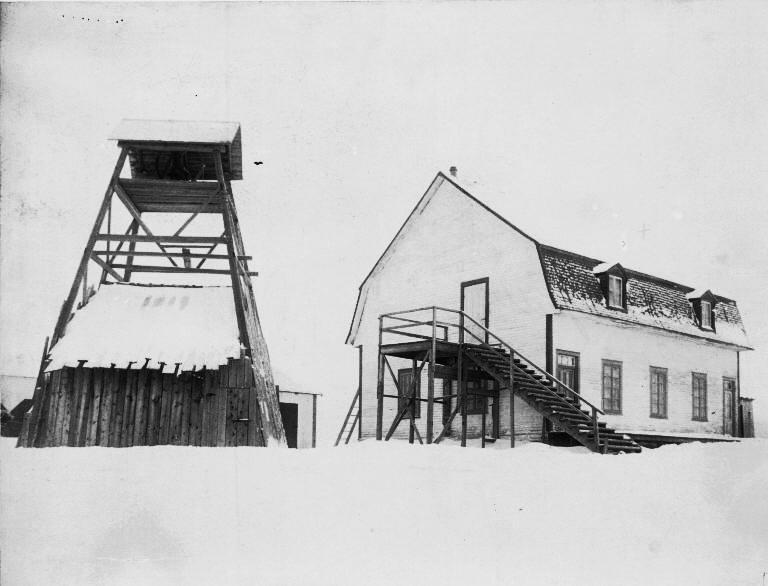
Chapelle Saint-Émile, Wexford, vers 1890

## Géographie
À partir du lac des Îles, dans le sud-ouest de la municipalité, la rivière Jean-Venne coule vers l'est.
À partir du lac Héroux, dans le nord-est de la municipalité, la rivière Kenny coule vers le sud-est.
La rivière Burton, qui coule vers l'est, touche la limite sud de la municipalité.

## Démographie
| 1991 | 1996 | 2001 | 2006 | 2011 | 2016 | 2021  |
| ---- | ---- | ---- | ---- | ---- | ---- | ----- |
| 628  | 732  | 798  | 952  | 906  | 928  | 1 054 |

## Administration
Les élections municipales se font en bloc pour le maire et les six conseillers.
| Entrelacs Maires depuis 2001                                                                                         |                   |                 |          |
| Élection | Maire             | Qualité         | Résultat |
| 2001 | Raynald Houle     |                 | Voir     |
| 2005 | Ric Garland       |                 | Voir     |
| 2009 | Sylvain Breton    |                 | Voir     |
| 2013 | Sylvain Breton    | Voir            |          |
| 2017 | Sylvain Breton    | Voir            |          |
| 2021 | Sylvain Breton    | Voir            |          |
| sept. 2022 | Réjean Larochelle | Maire suppléant | Voir     |
| nov. 2022 | Sophie Galarneau  |                 | Voir     |
| Élection partielle en italique Depuis 2005, les élections sont simultanées dans toutes les municipalités québécoises |                   |                 |          |

Le recensement de 2011 y dénombre 906 habitants.

## Éducation
La Commission scolaire des Samares administre les écoles francophones:
- École Notre-Dame-de-la-Merci — Saint-Émile (pavillon Saint-Émile)[7]

La Commission scolaire Sir Wilfrid Laurier administre les écoles anglophones:
- École primaire Rawdon (servi a tous parties de la ville) à Rawdon[8]
- École primaire Sainte-Adèle (servi a une partie de la ville) à Sainte-Adèle[9]
- École secondaire Joliette à Joliette[10]